# Hydrocharis chevalieri
Hydrocharis chevalieri là một loài thực vật có hoa trong họ Hydrocharitaceae. Loài này được (De Wild.) Dandy mô tả khoa học đầu tiên năm 1932.